# 다시마숲
다시마숲(영어: Kelp forest)은 세계 해안선의 많은 부분을 덮고 있는 고밀도 갈조류가 있는 수중 지역 및 생태계이다. 주로 옅은 바다인 대륙붕에 형성된다.
다시마숲은 온대 기후에서 극지방에 이르는 연안 해역에 분포한다.
거대한 갈조류에 의해 물리적으로 형성된 다시마숲은 해양 생물에게 독특한 서식지를 제공한다.